# Tortula sprengelii
Tortula sprengelii là một loài rêu trong họ Pottiaceae. Loài này được (Schwägr.) Hook. & Grev. mô tả khoa học đầu tiên năm 1824.